# El Jocoyol Cuentla
El Jocoyol Cuentla, även Jocoyoles, är en ort i kommunen San Simón de Guerrero i delstaten Mexiko i Mexiko. Samhället hade 133 invånare vid folkräkningen 2020.